# 왕상은
왕상은(王相殷, 1920년 3월 31일~2019년 10월 16일)은 대한민국의 제11·12대 국회의원을 지낸 정치인이다. 본관은 개성이며, 부산 출신이다.

## 학력
- 부산고등학교
- 일본 도시샤 대학 상학과 학사

## 경력
- 협성해운(주) 대표이사, ICC위원
- 부산상공회회의소 부회장
- 제11대 국회의원(부산중ㆍ동, 영도 / 민주정의당)
- 제12대 국회의원(전국구 / 민주정의당)
- 통일주체국민회의 1·2대 운영위원
- 민정당 중앙위의장
- 한불의원친선협회회장
- 부산 주재 영국 명예영사
- 한미친선회회장
- 부산 아시아 경기대회 선수촌 촌장

## 역대 선거 결과
|  | 0% |

|  | 0% |

|  | 29.06% |

|  | 35.2% |

## 가족 관계
- 아들: 왕대철 - 협성해운 사장.
- 딸: 왕부령, 박부옥, 왕부경, 왕부선, 왕부미